# Robert Hardy (acteur)
Pour les articles homonymes, voir Robert Hardy et Hardy.
Robert Hardy, né le 29 octobre 1925 à Cheltenham et mort le 3 août 2017 à Denville Hall dans le quartier de Northwood à Londres, est un acteur britannique de cinéma et de théâtre.

## Biographie
Robert Hardy naît à Cheltenham le 29 octobre 1925 de Jocelyn et Henry Harrison Hardy. Son père est directeur du Cheltenham College. 
Il va à la Rugby School et à l'université d'Oxford (1949) mais ses études sont interrompues un certain temps par son service dans la Royal Air Force. 
Il commence sa carrière au théâtre en rejoignant le Shakespeare Memorial Theatre et apparaît dans des pièces comme Henry V au théâtre ou des adaptations cinématographiques comme Coriolan pour la BBC. Après avoir joué Henry V, il commence à s'intéresser à la bataille d'Azincourt en faisant un documentaire.
Robert Hardy tourne dans de très nombreux téléfilms britanniques mais il est cependant peu connu en dehors du Royaume-Uni. Durant sa carrière, il incarne de nombreux personnages historiques, les plus notables sont Winston Churchill (dans Winston Churchill: The Wilderness Years (1981), The Sittaford Mystery, Bomber Harris et Les Orages de la guerre) mais aussi le président Franklin Delano Roosevelt dans la série Bertie and Elizabeth et le téléfilm français Le Grand Charles de Bernard Stora.
Le 25 août 2010, il déclame l'expression restée célèbre de Winston Churchill : « Jamais tant de gens n'ont dû autant à si peu », à l'occasion du 70e anniversaire du discours. 
Il joue par ailleurs le rôle du ministre de la Magie Cornelius Fudge dans la série de films Harry Potter.
Il meurt le 3 août 2017 à Denville Hall, à Londres, à l'âge de 91 ans,.

### Vie privée
Robert Hardy est aussi le mari de Sally Pearson, fille de Gladys Cooper de 1961 à 1986, date de leur divorce. Il est un bon ami de Richard Burton, qui est né quelques jours après lui (10 novembre 1925).

## Distinction
En 1981, Robert Hardy est nommé commandeur de l'ordre de l'Empire britannique (CBE) en reconnaissance pour sa carrière d'acteur.

## Filmographie

### Cinéma
- 1958 : La Dernière Torpille, de Joseph Pevney : lieutenant Redley
- 1965 : L'Espion qui venait du froid, de Martin Ritt : Dick Carlton
- 1967 : Comment j'ai gagné la guerre, de Richard Lester : un général britannique
- 1967 : Le Cercle de sang, de Jim O'Connolly : détective Brooks
- 1971 : L'Étrangleur de Rillington Place, de Richard Fleischer : Malcolm Morris
- 1972 : Les Griffes du lion, de Richard Attenborough : directeur
- 1972 : Les démons de l'esprit, de Peter Sykes : Zorn
- 1973 : Le Manoir des fantasmes, de Don Sharp : Edward Foster / Andrew Marr
- 1973 : Psychomania, de Don Sharp : Inspecteur chef Hesseltine
- 1973 : Le Silencieux, de Claude Pinoteau : l'un des adjoints du M.I.5 britannique
- 1973 : Gawain and the Green Knight, de Stephen Weeks : Sir Bertilak
- 1973 : Yellow Dog, de Terence Donovan : Alexander
- 1974 : La Gifle, de Claude Pinoteau : Robert Dickinson
- 1985 : La Partie de chasse, d'Alan Bridges : Lord Bob Lilburn
- 1988 : Paris by Night, de David Hare : Adam Gillvray
- 1994 : A Feast at Midnight (en), de Justin Hardy : directeur
- 1994 : Frankenstein, de Kenneth Branagh : le professeur Krempe
- 1995 : Raison et Sentiments, d'Ang Lee : Sir John Middleton
- 1997 : Mrs. Dalloway, de Marleen Gorris : Sir William Bradshaw
- 1998 : The Tichborne Claimant (en), de David Yates : Lord Rivers
- 1998 : Le Barbier de Sibérie, de Nikita Mikhalkov : Forsten
- 2000 : Un mari idéal, de William P. Cartlidge : Lord Caversham
- 2002 : Plein Gaz, de Peter Hewitt : le docteur
- 2002 : Harry Potter et la Chambre des secrets, de Chris Columbus : Cornelius Fudge
- 2003 : Les Témoins, de Brian Gilbert : l'évêque
- 2004 : Harry Potter et le Prisonnier d'Azkaban, d'Alfonso Cuarón : Cornelius Fudge
- 2004 : Making Waves, de Nicolas van Pallandt : père Parry
- 2005 : Harry Potter et la Coupe de feu, de Mike Newell : Cornelius Fudge
- 2005 : Lassie, de Charles Sturridge : juge Murray
- 2006 : Goodbye Mr Snuggles (court-métrage), de Jonathan Hopkins : Mr. Stiles
- 2007 : Harry Potter et l'Ordre du phénix, de David Yates : Cornelius Fudge
- 2008 : Framed, de Jon Kirby : Provost
- 2009 : Old Harry (court-métrage), de Benjamin Johns : Old Harry

### Télévision

#### Téléfilms
- 1955 : Othello : Cassio
- 1957 : Twelfth Night : Orsino
- 1959 : Le Songe d'une nuit d'été : Obéron
- 1961 : Rashomon : le mari
- 1971 : The Stalls of Barchester : Archdeacon Haynes
- 1972 : The Incredible Robert Baldick: Never Come Night : Robert Baldick
- 1974 : The Gathering Storm : Joachim von Ribbentrop
- 1975 : Caesar and Claretta : Benito Mussolini
- 1975 : The Secret Agent
- 1977 : Owner Occupied : major Friedrich Schmidt
- 1980 : Twelfth Night : Sir Toby Belch
- 1981 : The Pied Piper of Hamelin : narrateur
- 1984 : The Zany Adventures of Robin Hood : Richard Ier d'Angleterre
- 1985 : La Guerre de Jenny : Klein
- 1987 : The Death of a Heart : major Brutt
- 1988 : Les Windsor, la force d'un amour (The Woman He Loved) : Winston Churchill
- 1988 : Marcus Welby, M.D.: A Holiday Affair : Dr Price
- 1989 : Bomber Harris : Winston Churchill
- 1995 : Look at the State We're In! : juge Sutcliffe
- 1999 : The People's Passion : Ponce Pilate
- 1999 : La Dynastie des Carey-Lewis : Nancherrow : vicomte Berryann
- 2000 : Justice in Wonderland : Mr. Justice Morland
- 2001 : Les Aventuriers du monde perdu : professeur Illingworth
- 2002 : Shackleton, aventurier de l'Antarctique : Sir James Caird
- 2002 : Bertie and Elizabeth : président Roosevelt
- 2002 : The Falklands Play : Sir Anthony Parsons
- 2003 : Lucky Jim : professeur Neddy Welch
- 2006 : Miss Marple : Le Mystère de Sittaford : Winston Churchill
- 2009 : Margaret : Willie Whitelaw

#### Série télévisée
- 1951 : For the Children
- 1956 : David Copperfield : David Copperfield
- 1957 : BBC Sunday-Night Theatre : Orsino
- 1957 : Le Chevalier Lancelot : Sir Rupert
- 1957 : The Buccaneers : Lord Hinch
- 1958 : The Veil (en) : George Bosworth (mini-série)
- 1959 : Buckskin : Sir Nagel
- 1959 : General Electric Theater
- 1960 : An Age of Kings : Henri V d'Angleterre
- 1961-1965 : Drama 61-67 : Philip Weathers / Adam Irwin
- 1962 : The Dark Island : Nicolson
- 1962 : Somerset Maugham Hour
- 1962 : It Happened Like This : Stanton
- 1963 : The Spread of the Eagle : Coriolanus (mini-série)
- 1965-1970 : Armchair Theatre : Albert Purvis / Jason
- 1965 : Thursday Theatre : Anatol
- 1966-1970 : The Troubleshooters : Alec Stewart
- 1966 : Alias le Baron : Hoffman
- 1966 : Mystery and Imagination : William Oke
- 1968-1969 : The Wednesday Play : Nick Prockter / Ponce Pilate
- 1968 : Theatre 625 : Adriano
- 1968 : ITV Playhouse : Ray Malcolm
- 1968 : Le Saint : Walter Faber
- 1970-1971 : ITV Saturday Night Theatre : Christopher Moore / Hugo Zeitmeister
- 1970 : Strange Report : docteur Sanders
- 1970 : Daniel Deronda : Henleigh Grandcourt (mini-série)
- 1970 : Manhunt
- 1970 : Big Brother : John Edge
- 1971 : Elizabeth R : Robert Dudley
- 1971 : Thirty-Minute Theatre (en)
- 1974-1981 : BBC2 Playhouse : John Fothergill / Sir Malcolm Campbell
- 1974 : Love Story : Alec
- 1974 : Shoulder to Shoulder : Asquith
- 1975 : Churchill's People : roi Oswy
- 1975 : Edward the King : le prince Albert (mini-série)
- 1975 : Maîtres et Valets : Sir Guy Paynter
- 1976 : Bill Brand : Mr. Marples
- 1976 : Victorian Scandals : Mr. Munby
- 1976 : The Duchess of Duke Street : George Duggan
- 1976 : Meetings, Bloody Meetings (Documentaire) : juge
- 1977 : The Velvet Glove
- 1977 : Raffles : Lord Ernest Belville
- 1977 : Supernatural : Adrian Gall
- 1978-1990 : All Creatures Great and Small : Siegfried Farnon
- 1979 : Buck Rogers au XXVe siècle : Clayton
- 1979 : Madame Columbo : Stuart
- 1981 : Winston Churchill: The Wilderness Years : Winston Churchill (mini-série)
- 1983 : The Cleopatras : Jules César
- 1984 : Pavillons lointains (mini-série) : le commandant
- 1986-1989 : Hot Metal : Russell Spam
- 1986 : Shades of Darkness : William Drover
- 1986 : Screenplay
- 1987 : Northanger Abbey : général Tilney
- 1987 : Theatre Night : John Garrard
- 1987 : Bulman : Lord Jonathan Fairfax
- 1987 : Sunday Premiere
- 1988-1989 : Les Orages de la guerre (War and Remembrance) : Winston Churchill (mini-série)
- 1992 : Les Souvenirs de Sherlock Holmes : Charles Augustus Milverton
- 1993 : Inspecteur Morse : Andrew Baydon
- 1994 : Middlemarch : Arthur Brooke
- 1995 : Bramwell : Sir Herbert Hamilton (mini-série)
- 1996 : Les Voyages de Gulliver : docteur Parnell (mini-série)
- 1996 : Testament: The Bible in Animation (série télévisée d'animation) : Abraham (voix)
- 1999 : Inspecteur Barnaby : Robert Cavendish
- 2000 : Le 10e Royaume : chancelier Griswold (mini-série)
- 2002 : Foyle's War : Henry Beaumont
- 2003 : MI-5 : Sir John Barry
- 2003 : Death in Holy Orders : père Martin Petrie
- 2006 : Le Grand Charles (mini-série) : Franklin D. Roosevelt
- 2008 : Little Dorrit (mini-série) : Tite Barnacle
- 2010 : Inspecteur Lewis : Sir Arnold Raeburn